# راین (رود)
رود راین (با یای ساکن، به آلمانی: Rhein، به فرانسوی: Rhin، به هلندی: Rijn، به ایتالیایی: Reno) با ۱٬۳۲۰ کیلومتر درازا یکی از طویل‌ترین و مهم‌ترین رودهای اروپاست که با سرچشمه گرفتن از کوه‌های آلپ از کشورهای سوئیس، آلمان، فرانسه و هلند و لیختن شتاین و اتریش عبور می‌کند. نام این رود از ریشه سلتی رنوس (Renos) به معنی آنچه روان و جاری است (رونده) گرفته شده‌است.
حدود ۸۳۳ کیلومتر از درازای رود راین قابل کشتیرانی است و این امر به اهمیت این رود در زندگی مردمان گرداگرد آن افزوده‌است. وجود شهرها و محوطه‌های باستانی فراوان در کناره‌های رود راین نشاندهندهٔ اهمیت این رود است.

## برخی از شهرهای واقع در مسیر راین
| - بازل - استراسبورگ - کارلسروهه - مانهایم - لودویگزهافن - ویسبادن - کلن | - ماینتز - کوبلنز - بن - دوسلدورف - آرنهایم - روتردام |